# Spedaletto (Pistoia)
Spedaletto is een plaats (frazione) in de Italiaanse gemeente Pistoia, gelegen in de bergen ten noorden van de stad.